# Tricentrus selenus
Tricentrus selenus är en insektsart som beskrevs av Buckton. Tricentrus selenus ingår i släktet Tricentrus och familjen hornstritar. Inga underarter finns listade i Catalogue of Life.